# Twierdzenie Parsevala
Twierdzenie Parsevala – tożsamość, która wynika z własności unitarności transformacji Fouriera, co nieformalnie można określić, że suma (lub całka) kwadratu funkcji równa się sumie (lub całce) kwadratu jej transformaty. W 1799 roku twierdzenie na temat szeregów sformułował Mark-Antoine Parseval, które później zostało zastosowane do szeregu Fouriera.
Chociaż termin „twierdzenie Parsevala” jest często używany aby opisać unitarność dowolnej transformaty Fouriera, zwłaszcza w fizyce i inżynierii. to bardziej właściwym terminem dla tej własności jest twierdzenie Plancherela.

## Opis twierdzenia Parsevala
Jeżeli funkcje {\displaystyle A(x)} i {\displaystyle B(x)} całkowalne z kwadratem (w sensie miary Lebesgue’a) o wartościach zespolonych nad R, okresowe o okresie {\displaystyle 2\pi ,} zapiszemy za pomocą szeregów Fouriera
{\displaystyle A(x)=\sum _{n=-\infty }^{\infty }a_{n}e^{inx}}
oraz
{\displaystyle B(x)=\sum _{n=-\infty }^{\infty }b_{n}e^{inx},}
to zachodzi równość
{\displaystyle \sum _{n=-\infty }^{\infty }a_{n}{\overline {b_{n}}}={\frac {1}{2\pi }}\int _{-\pi }^{\pi }A(x){\overline {B(x)}}dx,}
gdzie {\displaystyle i} oznacza jednostkę urojoną a pozioma kreska nad wyrażeniem oznacza sprzężenie zespolone.
Ta postać twierdzenia występuje w literaturze pod nazwą uogólnione twierdzenie Rayleigha, natomiast nazwa twierdzenie Parsevala, zwanego również twierdzeniem o energii dotyczy przypadku szczególnego, w którym za {\displaystyle B(x)} jest podstawione {\displaystyle A(x)}.

## Zapis stosowany w inżynierii i fizyce
W fizyce i inżynierii twierdzenie Parsevala często jest zapisywane jako:
{\displaystyle \int _{-\infty }^{\infty }|x(t)|^{2}dt=\int _{-\infty }^{\infty }|X(f)|^{2}df,}
gdzie {\displaystyle X(f)={\mathcal {F}}\{x(t)\}} przedstawia ciągłą transformację Fouriera (w unormowanej, unitarnej postaci) z {\displaystyle x(t),} a {\displaystyle f} przedstawia składową częstotliwości (nie pulsację) w {\displaystyle x.}
Interpretacja takiego zapisu jest taka, że całkowita energia zawarta w sygnale {\displaystyle x(t)} w całym przedziale czasu jest równa sumie energii składowych uzyskanych z transformacji Fouriera zsumowanych w całym przedziale częstotliwości {\displaystyle f.}
Dla sygnałów dyskretnych twierdzenie przyjmuje postać:
{\displaystyle \sum _{n=-\infty }^{\infty }|x[n]|^{2}={\frac {1}{2\pi }}\int _{-\pi }^{\pi }|X(e^{i\phi })|^{2}d\phi ,}
gdzie {\displaystyle X} jest dyskretną w czasie transformacją Fouriera (DTFT) z {\displaystyle x,} a {\displaystyle \phi } oznacza pulsację (w radianach na sekundę) w {\displaystyle x.}
Alternatywną formą jest postać dla dyskretnej transformacji Fouriera:
{\displaystyle \sum _{n=0}^{N-1}|x[n]|^{2}={\frac {1}{N}}\sum _{k=0}^{N-1}|X[k]|^{2},}
gdzie {\displaystyle X[k]} to DFT z {\displaystyle x[n]} oraz obie tablice są o długości {\displaystyle N.}